# Carpomya vesuviana
Carpomya vesuviana är en tvåvingeart som beskrevs av Costa 1854. Carpomya vesuviana ingår i släktet Carpomya och familjen borrflugor. Inga underarter finns listade.